# 伊丹直賢
伊丹 直賢（いたみ なおかた、元禄9年（1696年） - 明和3年9月24日（1766年10月27日））は、江戸時代中期の紀州藩士で一橋家家老。
通称は雅樂助、三郎右衛門、法名は義峻。官位は従五位下・兵庫頭。妻は佐野為成の娘、服部保守の娘、清家玄洞の娘。子に田沼意次妻、直宥、親豊、直彝。

## 略歴
伊丹直胤（新六）の子。はじめ紀伊家家臣で徳川家重の御伽を務めた。徳川吉宗の将軍就任で幕府御家人、享保元年（1716年）吉宗の小姓となった。享保11年（1726年）3月17日に小納戸となる。
延享2年（1745年）9月1日より西の丸の勤務となり、延享3年（1746年）8月4日に一橋家徳川宗尹に附属され、用人の上席となり、200石を加増され、上野国吾妻郡において500石の知行を持つこととなった。同年10月20日に家老となり、12月18日に従五位下兵庫頭に叙任された 。寛延2年（1749年）1月15日、500石加増で知行が1000石となる。同年12月1日には一橋家の大目付に移る。宝暦7年（1757年）10月28日には留守居となった。明和3年（1766年）9月24日、71歳で死去。墓所は渋谷長谷寺。